# رفيق جبور
رفيق زهير جبور هو لاعب كرة قدم جزائري من مواليد 8 مارس 1984 بمدينة غرونوبل الفرنسية من والدين جزائريين. يحترف حاليا كمهاجم في فريق أبويل نيقوسيا القبرصي.

## مشواره الكروي
تخرج من مدرسة نادي أوكسير الفرنسية. ثم انتقل إلى نادي لوفيرواز البلجيكي أين سجل معه 6 أهداف في 21 مباراة، بعدها أمضى في فريق اثانيكوس استيرس الذي كان ينشط في الدرجة الثانية اليونانية، لكنه لم يلعب هناك سوى مدة 5 أشهر وذلك لتألقه حيث سجل 9 هدفا في تلك الفترة.
في فترة الانتقالات الشتوية، توجه إلى فريق أتروميتوس الناشط في الدرجة الأولى اليونانية، لكنه عان من الإصابة. فتوجه بعدها إلى فريق بانونيوس، أين اشتهر وأصبح من أفضل المهاجمين في اليونان. حيث سجل 15 هدفا في 27 مقابلة ، كما شارك معه في منافسة دوري أوروبا
و في صيف 2008 انتقل جبور إلى نادي أيك أثينا الذي يعتبر واحد من أكبر ثلاث أفرقة في اليونان. في موسمه الأول سجل 9 أهداف بالرغم من أنه عان من اصابة خطيرة. تشاجر في بداية موسمه الثاني في أيك أثينا مع مدربه الصربي دوشان باجيفيتش، فاستغنى عنه لمدة 5 أشهر، قبل أن يعود إلى التدريبات في نهاية شهر ديسمبر لسنة 2009، ويشارك أساسيا في الدربي ضد أوليمبياكوس.
- عاد رفيق جبور في موسمه الثالث مع الفريق بقوة حيث وصال وجال في الملاعب اليونانية والأوروبية وسجل فيها 5 أهداف واعتبر اللاعب الأثر تطورا في أثينا وأنه المحارب الذي لايستسلم للإصابات .
- في أغسطس 2010، وعلى الرغم من اهتمام العديد من الأندية الفرنسية، ولكنه ذذكر أنه مدد عقده مع أيك أثينا. ويشمل ذلك زيادة الرواتب إذا كان لاعب سيلعب أكثر من 24 مباراة خلال موسم 2010-2011. ولكنه بعد تجدد المشاكل معر المدرب والإدارة قرر إنهاء عقده مع النادي اليوناني خلال فترة الانتقالات الشتوية، ولكنه وبدون سابق ّإنذار وقع في صبيحة يوم الجمعة 21 جانفي إلى نادي أوليمبياكوس اليوناني أحد أكبر الأندية في اليونان .ولعب ضد نادي الغريم لأولمبياكوس وسجل هدف الفوز في الدقيقة الأخيرة من المباراة لتنتهي بفوز مريح.

## دوليا
- كان أول استدعاء لزهير في 14 أوت 2006 ضد إستر حين فاز الخضر بهدفين، وحدثت له مشكلة في صائفة 2008، حيث تخلف عن مباراة السنغال [3]، مما جعل المدرب رابح سعدان يعاقبه ولم يستدعيه حتى في مباراة ضد بنين.

وقد لعب مع المنتخب الجزائري 13 مباراة سجل خلالها هدفين في تصفيات إفريقيا لكأس العالم 2010 ، وهدف في مباراة ودية ضد الأوروغواي، استغنى عنه مدرب المنتخب الجزائري قبل بداية كأس الأمم الأفريقية بأنغولا ووضعه خارج قائمة 23 لاعبا المشاركون في البطولة، وذلك بسبب نقص المنافسة.
- لكن وبعد عودته القوية في البطولة اليونانية، عاد وبطبيعة الحال إلى المنتخب الجزائري، حيث تم إدراجه صمن المجموعة التي تواجه المنتخب الصربي في الثالث من شهر مارس.[6] في 4 ماي 2010 وضعه المدرب رابح سعدان في القائمة المبدئية للمشاركة في مونديال جنوب أفريقيا.[7]
- كاد رفيق جبور أن يفعلها ويسجل أمام الولايات المتحدة في المباراة الثالثة والأخيرة بعد تمريرة من بلحاج وسددها لكنها إصطدمت بالعارضة الأفقية وضيع هدفا محققا.
- سجل رفيق جبور هدفه الثالث أمام الغابون في الجزائر مباراة ودية وخسرها الخضر بنتيجة (2-1) .

## إنجازاته
مع الأندية
- مع نادي أيك أثينا:
  - الوصيف الدوري اليوناني : 2009 .
- مع نادي أولمبياكوس:
  - بطل الدوري اليوناني : 2011 .

مع المنتخب
- التأهل لمونديال جنوب إفريقيا 2010 .

شخصيا
- الكرة الذهبية اليونانية (2007).
- وصيف هدافي الدوري اليوناني مع بانانيوس (2007-2008).
- وصيف هدافي الدوري اليوناني مع ألموبياكوس (2010-2011)

## روابط خارجية
- رفيق جبور على موقع أرشيف الشارخ.
- رفيق جبور على موقع الاتحاد الدولي (مؤرشف)  (الإنجليزية)
- رفيق جبور على موقع الاتحاد الأوربي (الإنجليزية)
- رفيق جبور على موقع اتحاد تركيا (لاعب) (الإنجليزية)
- رفيق جبور على موقع قاعدة بيانات كرة القدم.إي يو (الإنجليزية)
- رفيق جبور على موقع ليكيب (الفرنسية)
- رفيق جبور على موقع ناشيونال فوتبول تيمز (الإنجليزية)
- رفيق جبور على موقع Soccerbase.com (لاعب) (الإنجليزية)
- رفيق جبور على موقع Soccerway.com (الإنجليزية)
- رفيق جبور على موقع عالم كرة القدم.نت (الإنجليزية)
- رفيق جبور على موقع AS.com (الإسبانية)